# Prądnik Biały
Prądnik Biały là một trong 18 quận của Kraków, nằm ở phía tây bắc của thành phố. Cái tên Prądnik Biały xuất phát từ một ngôi làng cùng tên hiện là một phần của huyện.
Theo Tổng cục Thống kê Trung ương dữ liệu, diện tích của huyện là 23,42 kilômét vuông (9,04 dặm vuông Anh) và 69 135 người sinh sống Prądnik Biały.

## Phân khu của Prądnik Biały
Prądnik Czerwony được chia thành các phân khu nhỏ hơn (osiedles). Đây là danh sách.
- Azory
- Bronowice Wielkie
- Osiedle Gotyk
- Górka Narodowa
- Górka Narodowa Wschód
- Górka Narodowa Zachód
- Osiedle Krowodrza Górka
- Osiedle Witkowice Nowe
- Prądnik Biały
- Tonie
- Witkowice
- Żabiniec